# Daniel Wessner
Daniel Wessner, född 22 januari 1982 i Filipstad, är en svensk före detta ishockeyspelare och numera ishockeydomare. 
Wessners moderklubb är Filipstads IF. Som junior spelade han för Färjestad BK:s organisation. Säsongen 2000/2001 spelade han totalt fyra SHL-matcher för Färjestad. Han spelade under samma säsong 6 matcher för BIK Karlskoga. Inför säsongen 2003/2004 gick han över till Almtuna IS, för vilka han spelade för under två säsonger, då han säsongen 2005/2006 återvände till Karlskoga. Han värvades under säsongen 2006/2007 till Mora IK som då spelade i SHL. Sammanlagt har han spelat 35 SHL-matcher och noterats för tre assist poäng. Han spelade därefter tre säsonger i den norska högstaligan i ishockey och gjorde där 112 poäng på 111 matcher med klubbarna Sparta Sarpsborg och Stjernen. Inför säsongen 2010/2011 återvände han till BIK Karlskoga.
Wessner är känd i svensk ishockey för sina många utvisningsminuter samt för sina verbala uttalanden och sin fysiska spelstil på isen.
Han har även representerat det svenska inlinehockeylandslaget.
Wessner är sedan säsongen 2020/2021 huvuddomare i Hockeyallsvenskan. Ett uppdrag han antagligen kommer få sparken från då han inte ser skillnad på en bröstvärmare och en huvudtackling.